# Тимощенко, Юрий Евгениевич
Юрий Евгениевич Тимощенко (8 июня 1962; село Жанажол, Целиноградский район, Акмолинская область, Казахская ССР, СССР) — казахский общественно-политический деятель.

## Биография
Юрий Евгениевич Тимощенко родился 8 июня 1962 года в селе Жанажол, Целиноградского района, Акмолинской области.
Окончил Целиноградский государственный медицинский институт по специальности «Психиатр-нарколог».
Окончил Костанайский институт бизнеса и управления по специальности «Экономист-менеджер».

## Трудовая деятельность
Трудовую деятельность начал в 1985 году врачом — интерном Тургайской областной больницы.
1986—1987 годы — врач психиатр — нарколог Тургайского областного наркологического диспансера.
1987—1988 годы — заведующий отделением № 2 Тургайского областного наркологического диспансера.
1988—1989 годы — врач психиатр-нарколог Кийминской районной больницы Целиноградской области.
В 1989 года врач психиатр — нарколог отделения № 3 Целиноградского областного наркологичекого диспансера.
1989—1992 годы — участковый врач, заведующий подростковой службы Целиноградского областного наркологичекого диспансера.
1992—1993 годы — врач психиатр-нарколог научно-производственного предприятия «МедТим».
1992—1998 годы — главный врач научно-производственного предприятия «МедТим».
1998—2001 годы — генеральный директор ТОО «Жанажол» (сельхозформирование).
2001—2005 годы — президент АО "Торгово-промышленный Союз «Казахстан-Украина».
2005—2012 годы — директор ТОО "Украинский национально — культурный центр «Оберег».

## Выборные должности, депутатство
В 2012 по 2016 годы — депутат V созыва Мажилиса Парламента Республики Казахстан, избранный Ассамблеей народа Казахстана, Член Комитета по международным делам, обороне и безопасности Мажилиса Парламента Республики Казахстан.
С 2016 года по январь 2021 года — депутат VI созыва Мажилиса Парламента Республики Казахстан, избранный Ассамблеей народа Казахстана, Член Комитета по международным делам, обороне и безопасности Мажилиса Парламента Республики Казахстан.

## Награды
- Орден «Ел бірлігі» (2024) — за заслуги в укреплении мира, дружбы и сотрудничества между народами, а также развитие государственного языка[1]
- Орден Достык 2 степени (2011)[2]
- Медаль «10 лет Астане» (2008)
- Медаль «20 лет независимости Республики Казахстан» (2011)
- Медаль «20 лет Конституции Республики Казахстан» (2015)
- Медаль «25 лет независимости Республики Казахстан» (2016)
- Золотая медаль Ассамблеей народа Казахстана «Бірлік»
- Юбилейная медаль «25 лет независимости Украины» (22 августа 2016 года, Украина) — за весомый личный вклад в укрепление международного авторитета Украинского государства, популяризацию её исторического наследия и современных достижений и по случаю 25-й годовщины независимости Украины[3]